# 俄羅斯入侵烏克蘭期間集束彈藥的使用

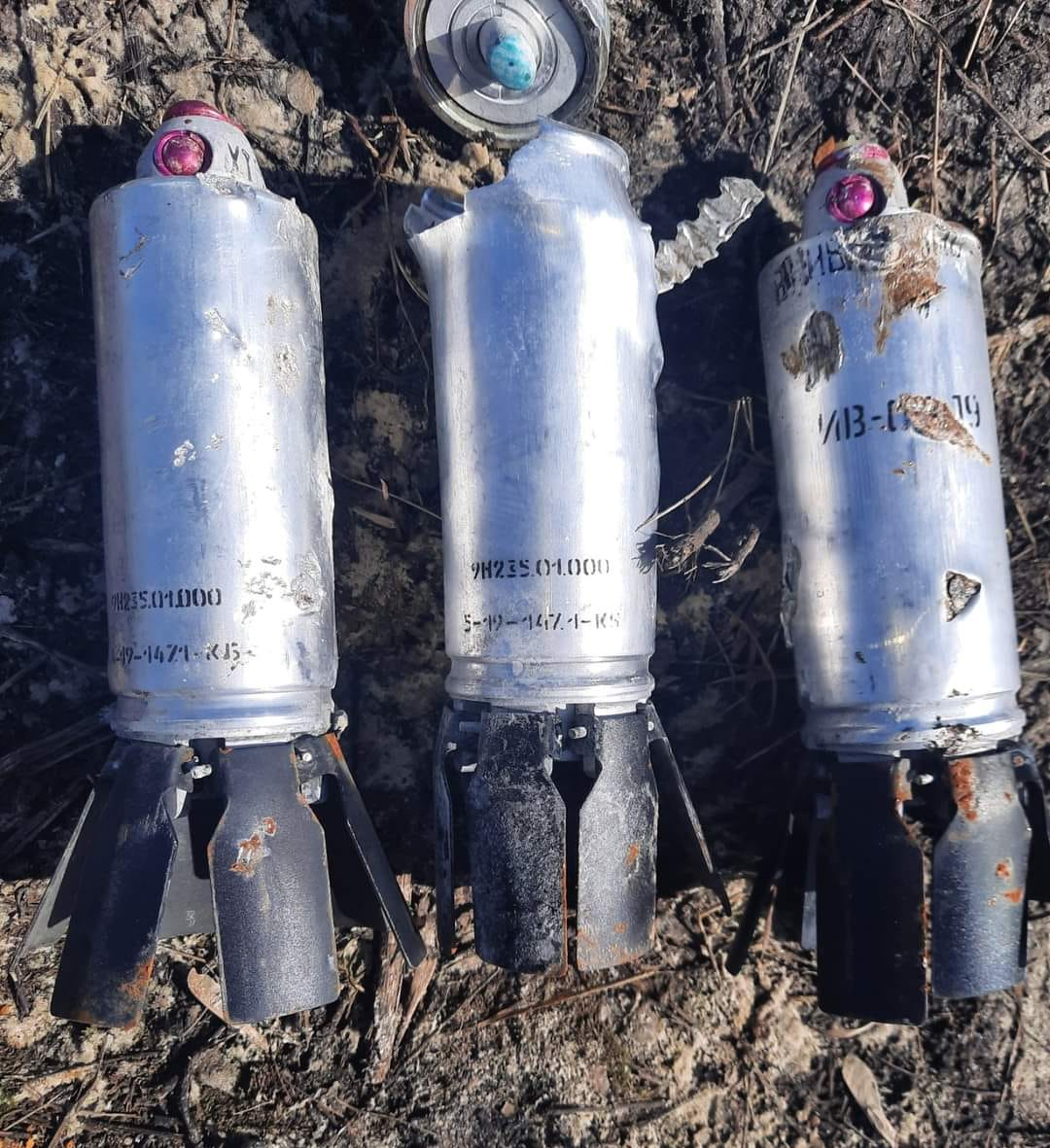
2022年，哈爾科夫州未爆炸的集束彈藥

自2022年俄羅斯全面入侵烏克蘭以來，參戰雙方皆曾經被媒體及國際組織（如人權觀察及聯合國）報告或指控使用集束炸彈。截至2022年7月1日，俄羅斯軍隊在烏克蘭多個城市使用數百次集束彈藥，有約215名因相關行動平民喪生、474人受傷；2022年全年統計超過900人受傷。俄羅斯和烏克蘭在衝突期間都使用了集束彈藥，但俄羅斯的使用廣泛，包括於城市及人口密集地區使用；而烏克蘭的使用則較為有限，暫時也不曾有相關使用造成傷亡的報告。
俄羅斯和烏克蘭都不是《集束彈藥公約》的簽署國。但是對平民普遍或者大規模使用此類武器違反了國際人道法，構成戰爭罪行。

## 背景及集束炸彈

《集束彈藥公約》签署国（蓝色）和缔约国（紫色）

集束彈藥是裝有較小射彈或子彈藥的爆炸武器。此類砲彈通常在空中或撞擊目標時被引爆（當砲彈降落在潮濕或軟土地上時，有機會成為啞彈，這導致戰後清理未爆炸的集束彈會變得極度危險及麻煩），將子彈藥散佈到半徑達400米的範圍內。彈片擊中附近的建築物和範圍內的人員，致使其受傷或死亡，通常用於攻擊地面步兵。 
在戰爭中使用集束炸彈並不構成戰爭罪，但是平民居住地區及城市使用集束彈藥使攻擊變得不分皂白，有機會造成平民大量傷亡；同時違反《日內瓦公約》、《國際人道法》及《国际刑事法院罗马规约》，構成戰爭罪行。由於對平民存在一定風險，因此集束彈藥經常受到人權組織和一些政府的批評。
而在2010年生效的《集束彈藥公約》則禁止使用集束彈藥，已有120多個國家簽署了該協議。據反集束彈藥聯盟稱，在公約存在的12年多的時間裡，36個國家已經銷毀了近150萬枚集束彈藥，其中包含約1.78億枚彈藥。然而，包括俄羅斯和烏克蘭在內的110個國家尚未批准或簽署集束彈藥公約。俄羅斯繼續生產集束彈藥，並在入侵期間使用了至少兩種新型彈藥（以及舊庫存）。截至2022年8月，除烏克蘭境內以外，集束彈藥未在任何地方使用。
根據人權觀察的調查，在2014年和2015年，俄羅斯支持的民兵在頓巴斯戰爭中使用集束炸彈作為武器，使用了包括水面300毫米Smerch火箭、220毫米烏拉甘集束彈藥、可發射9N210和9N235殺傷人員破片彈藥。期間，烏克蘭控制的7個村莊遭到集束炸彈襲擊，造成至少13名平民死亡（其中包括2名兒童）。LPR和DPR控制的領土上也發生了襲擊事件儘管烏克蘭和俄羅斯當局都譴責並否認在人口稠密地區使用集束彈藥。烏克蘭當局後來調查了軍隊使用集束彈藥的情況，但國際活動人士稱其調查不夠充分。

## 使用

### 俄羅斯

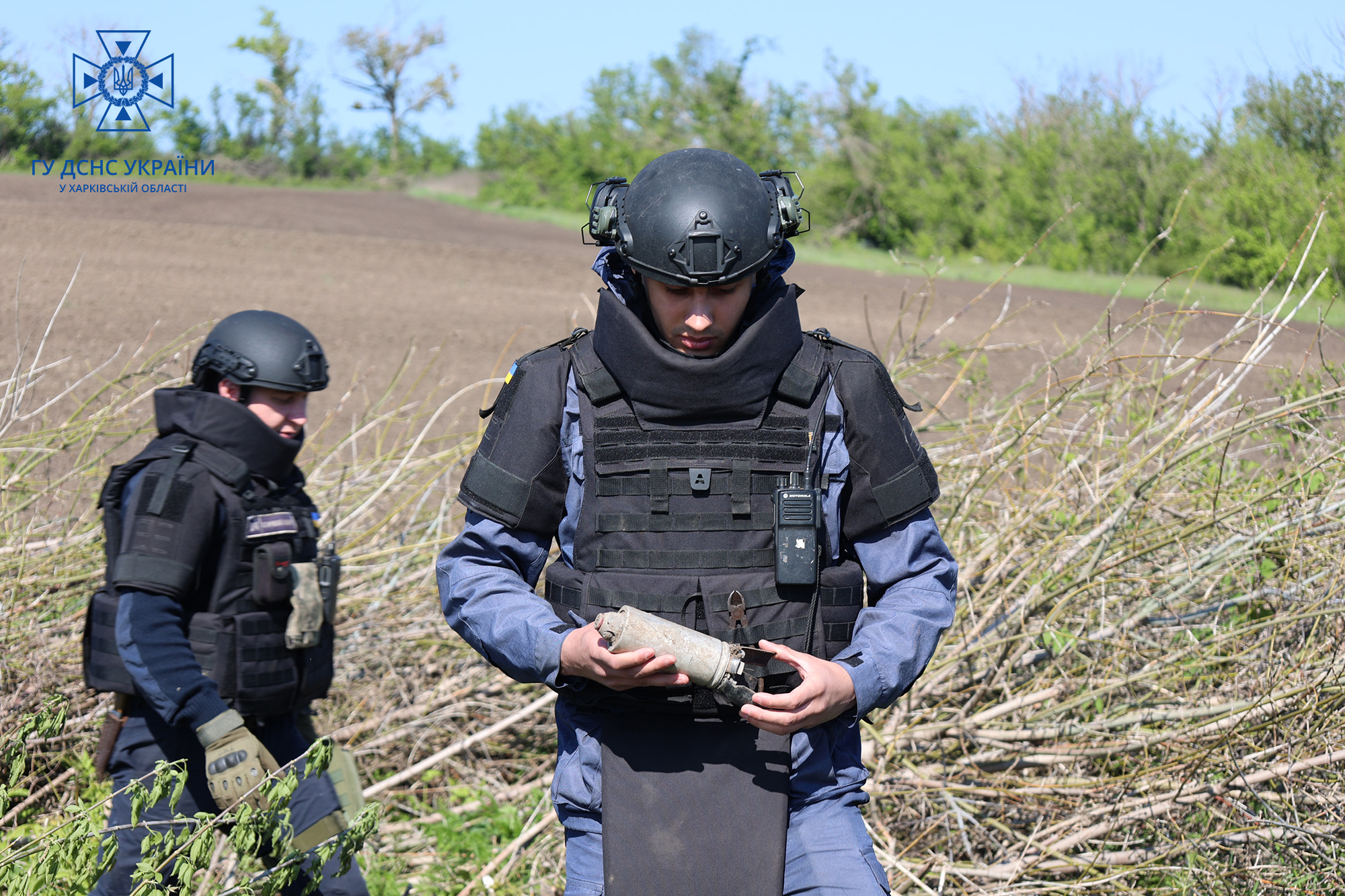
正在排雷的烏克蘭國家應急服務工兵手持集束彈藥（哈爾科夫地區拍攝）

俄羅斯在戰爭中廣泛使用集束炸彈，並且數量可能極為龐大。聯合國人權監測團證實戰爭爆發的第一個月，俄軍在烏克蘭民居附近使用集束彈藥至少16次。 3月底，聯合國人權理事會人權事務高級專員米歇爾·巴切萊特表示自入侵開始以來至少有24起使用集束彈藥的襲擊事件。相關影片及文章等證據已經由烏克蘭檢察官收集並轉交給國際刑事法院，作為調查俄羅斯戰爭罪行的證據。
在俄羅斯入侵烏克蘭期間，俄軍至少使用了6種集束彈藥：「BM-27 “飓风”乌拉甘」、「BM-30斯默奇」、「龙卷风」多管火箭炮，「OTR-21“圆点”战术弹道导弹」和「9K720伊斯坎德爾飛彈」導彈系統，以及帶有 PTAB-1M 子彈藥的 RBC 炸彈 -500。俄羅斯製造商稱，在居民區使用的導彈可容納多達1.45公斤的炸藥，並分裂成約316片子炸弹碎片。
大約於4月初，烏克蘭執法部門稱哈爾科夫、蘇梅、基輔、頓涅茨克、敖德薩、赫尔松和尼古拉耶夫等地區曾遭到集束彈藥轟炸。反集束彈藥聯盟報告截至2022年7月1日，第聶伯羅彼得羅夫斯克、頓涅茨克、扎波羅熱、盧甘斯克及尼古拉耶夫等烏克蘭城市發生集束炸彈攻擊事件。俄軍多次使用集束炸彈攻擊学校、醫院和住宅區，造成數百名平民傷亡以及大量民用基礎設施損毀，但詳細數字仍然不明。
俄罗斯沒有否認軍方使用集束炸彈的行為，並稱之為「合法形式的彈藥」，但拒絕承認曾經於居民區使用，並保證其襲擊「僅針對軍事設施，並專門使用高精度武器」。總統發言人德米特里·佩斯科夫表示，針對俄羅斯的指控是「這肯定是鴨子（俄语：заявил, что «это утка»）」。國際非政府組織Bellingcat的分析人士認為，烏克蘭方面「極不可能」在自己的城市使用爆炸性武器。

### 烏克蘭
烏克蘭軍方曾經使用集束炸彈，但使用有限。2022年3月上旬，紐約時報首次報導烏軍在哈爾科夫其中一條村莊古薩里夫卡使用集束炸彈，根據報導相關行動並沒有造成任何傷亡。集束彈藥聯盟2022年8月的報告指出，烏克蘭使用了有限的集束炸彈。烏克蘭承認衝突中有使用集束彈藥，但表示「會嚴格遵守國際人道法規範」。
2023年3月，路透社報導烏克蘭嘗試從美國庫存中採購MK20石眼式集束炸彈（制式代號CBU-99/100），將其拆除並提取子彈藥，將其用作單個子炸彈，從無人機上攻擊俄軍裝甲部隊。同時請求美國提供155毫米集束砲彈，用於在東部對抗步兵攻擊。

#### 美國向烏克蘭提供集束彈藥
2023年7月6日，美國總統喬·拜登批准向烏克蘭提供集束彈藥，繞過美國禁止轉讓失敗率超過百分之一的集束彈藥的法律；拜登形容是個「艱難的決定」，表示烏克蘭軍隊的火炮彈藥極度匱乏。7月13日，五角大樓稱彈藥現已運抵烏克蘭。烏克蘭國防部長阿列克謝·列茲尼科夫向外界保證，烏克蘭軍方不會於任何城市（包括俄羅斯境內）使用集束彈藥，僅用於突破俄軍防線。俄羅斯總統普京接受傳媒時候則表示「烏克蘭若使用西方供應的集束彈，俄方保留採取對等行動的權利」
美國決定向烏克蘭提供集束彈藥的決定引起巨大爭議，部分組織及國家公開批評美國政府給予烏克蘭集束彈藥的行為，紐西蘭總理葉建事表示「白宮已經了解到新西蘭反對在烏克蘭使用集束炸彈的立場」；西班牙國防大臣瑪加麗塔·羅夫萊斯說到肯定烏克蘭是在合法防衛，但反對使用集束彈藥。聯合國秘書長安東尼奧·古特雷斯向外界表示不希望在戰場上繼續使用集束彈藥，同時重申支持集束彈藥公約；人權觀察敦促烏克蘭及俄羅斯停止使用集束彈藥，稱不應試圖獲得更多這些濫殺濫傷的武器。

### 頓涅茨克襲擊
2022年3月14日，一枚OTR-21“圆点”战术弹道导弹擊中了烏克蘭頓涅茨克人民共和國控制下的頓涅茨克市市中心，造成包括兒童在內的23名平民死亡、至少18人受傷。頓涅茨克總統傑尼斯·普希林表示導彈攜帶集束彈頭，事件後雙方拒絕承認為事件負責。

## 後果和反應
國際組織和記者在被佔領或被圍困的烏克蘭城市收集的證據基本可以確認，俄羅斯曾經對平民居住點廣泛使用集束彈藥。2022年3月3日，國際刑事法院對俄軍在烏克蘭領土犯下戰爭罪和種族滅絕罪展開調查，正式確認在居民區使用集束彈藥。
2022年3月11日，聯合國人權事務高級專員辦事處證實已收到有關俄羅斯軍隊使用多起在人口稠密地區使用集束彈藥事件的可信報告。截至3月底，高專辦已報告及記錄了24起襲擊事件。
2022年3月初，俄軍在烏克蘭使用集束彈藥的行為遭到歐盟代表、北約秘書長以及《集束彈藥公約》主席國英國當局的譴責。 他們稱俄羅斯軍方的行為“公然違反國際法”。3月中旬，美國駐聯合國代表說到俄羅斯在烏克蘭使用違禁武器，包括集束彈藥和真空炸彈。聯合國人權高專辦的官方代表、美國副國務卿以及一些人道主義組織對針對平民使用集束彈藥表示擔憂。
2022年5月，俄羅斯在烏克蘭使用集束彈藥的行為在集束彈藥公約閉會會議上遭到譴責。

## 外部連結
- What are cluster weapons and why are they used in war? （页面存档备份，存于）《每日電訊報》（英文）